# 悉妮·佩恩
悉妮·佩恩（英語：Sydney Payne，1997年9月16日—），加拿大女子赛艇运动员。她曾代表加拿大参加2020年夏季奥林匹克运动会赛艇比赛，获得女子八人单桨有舵手金牌。